# Centre international Jules-Verne
Le Centre international Jules-Verne (CIJV) est une société savante (association régie par la loi de 1901). Il est fondé le 18 novembre 1972 par Daniel Compère et regroupe plus de 20 000 documents sur Jules Verne.

## Présentation
Le centre a été géré pendant de nombreuses années par Daniel Compère puis par Maurice et Cécile Compère. 
En 2000, pour répondre à ses nombreuses sollicitations et activités, le Centre de documentation (CDJV) devient Centre International. Jusqu'en 2009, l'association a son siège social dans la maison de l'écrivain à Amiens, dite « Maison de Jules Verne », et en fait visiter plusieurs pièces. Sa rénovation dans le cadre du centenaire de la mort de l'écrivain (2005) est réalisée par le Centre. Elle dote le lieu d'une scénographie prestigieuse digne de la notoriété mondiale de l'auteur. Espace culturel vivant et animé, au service de la littérature, il permet d'approfondir le travail d'exposition et la réflexion sur la muséographie littéraire .
En 2011, la fréquentation de la Maison de Jules Verne est à son apogée. La Communauté d'agglomération Amiens Métropole en reprend la gestion en régie directe. Le Centre International se consacre dès lors à la préfiguration d'une Fondation Jules Verne et des imaginaires contemporains.
Son siège social se situait à Amiens, d'abord au 7 rue Duthoit puis, depuis février 2014 au 70 rue des Jacobins. Le CIJV est présidé depuis le 11 avril 2015 par Bernard Nemitz, ancien Président de l'Université de Picardie Jules Verne, qui avait été à l'origine de l'attribution de ce nom pour cette institution.
En mars 2019, le CIJV obtient un bureau à l'université de Picardie Jules Verne ainsi qu'une vaste salle d'exposition. Marie-Françoise Melmoux-Montaubin en prend la présidence,. Le 10 octobre 2019, la salle Jules-Verne de l'Université est inaugurée (Bibliothèque universitaire – Salle F113) avec l'exposition Jules Verne et la mer, en présence, entre autres, de Marie-Françoise Melmoux-Montaubin, d'Alexandre Tarrieu et de Piero Gondolo della Riva, ce dernier prononçant une conférence sur Les apocryphes de Jules Verne.

## Missions
Le CIJV regroupe 300 adhérents du monde entier, dont un grand nombre de spécialistes et biographes de l’écrivain. Il dispose de 21 000 documents concernant la vie et l’œuvre de Jules Verne.
- mission éditoriale : Le CIJV est aussi une maison d'édition qui publie la Revue Jules Verne, des textes de Jules Verne épuisés, des études sur l'auteur et des catalogues d'expositions.
- organisation de rencontres internationales ;
- organisation d'expositions itinérantes ;
- organisation de soirées ;
- ingénierie d’expositions et commissariats ;
- interventions en milieux scolaires ;
- adaptations de l’œuvre de Jules Verne pour le public.

Adhérer à l'association permet de recevoir:
- La Revue Jules Verne (revue thématique et semestrielle),
- Des invitations aux différentes manifestations, (colloques, dîners littéraires, expositions, etc.) organisées autour de l'écrivain,
- De visiter gratuitement la Maison de Jules Verne à Amiens.
- D’accéder au fonds documentaire,
- Et de participer à l’assemblée générale annuelle.

## Présidents
- Daniel Compère : 1973-1981
- Maurice et Cécile Compère : 1981-1996
- Jean-Paul Dekiss : 1996-2000
- Nicolas Meyer : 2000-2003
- Pia Daix : 2003-2006
- Nicolas Meyer : 2006-2007
- Eric Hayat : 2007-2009
- Laurence Sudret : 2009-2010
- Samuel Sadaune : 2010
- Samuel Savreux : 2010-2012
- Alexandre Tarrieu : 2012-2015
- Bernard Nemitz : 2015-2019
- Marie-Françoise Melmoux-Montaubin : depuis 2019

## Publications
- Le Jules Verne : 36 numéros de 1985 à 1995
- La Revue Jules Verne : 38 numéros de 1996 à aujourd'hui
- Vision nouvelles sur Jules Verne (1978)
- Discours de distribution des prix au lycée de jeunes filles d'Amiens le 29 juillet 1893 (Jules Verne) (1985)
- Discours d'inauguration du cirque municipal d'Amiens, le 23 juin 1889 (Jules Verne) (1989)
- Bibliographie documentaire sur Jules Verne (Jean-Michel Margot) (1989)
- Une ville idéale (Jules Verne) (1999)
- Jules Verne en 60 ans de Bandes-dessinées(1999)
- Un Voyage en ballon, un drame dans les airs, 24 minutes en ballon, à propos du géant (Jules Verne) (2001)
- Jules Verne en 100 questions (Claude Tillier) (2004)